# Masia Freixa
La Masia Freixa és un edifici modernista de la ciutat de Terrassa situat al parc de Sant Jordi, antics jardins i terreny adjacent a la masia, ubicat al barri de Ca n'Aurell. Construïda el 1896, va ser pensada originalment com a fàbrica de filats i va ser reformada entre el 1907 i el 1914 per Lluís Muncunill i Parellada, que la va transformar en la residència familiar de l'industrial tèxtil Josep Freixa. L'arquitecte la va convertir en una de les joies del modernisme terrassenc, amb la seva estructura d'arcs i voltes d'inspiració gaudiniana i els murs pintats de blanc, d'on sobresurt una alta torre.

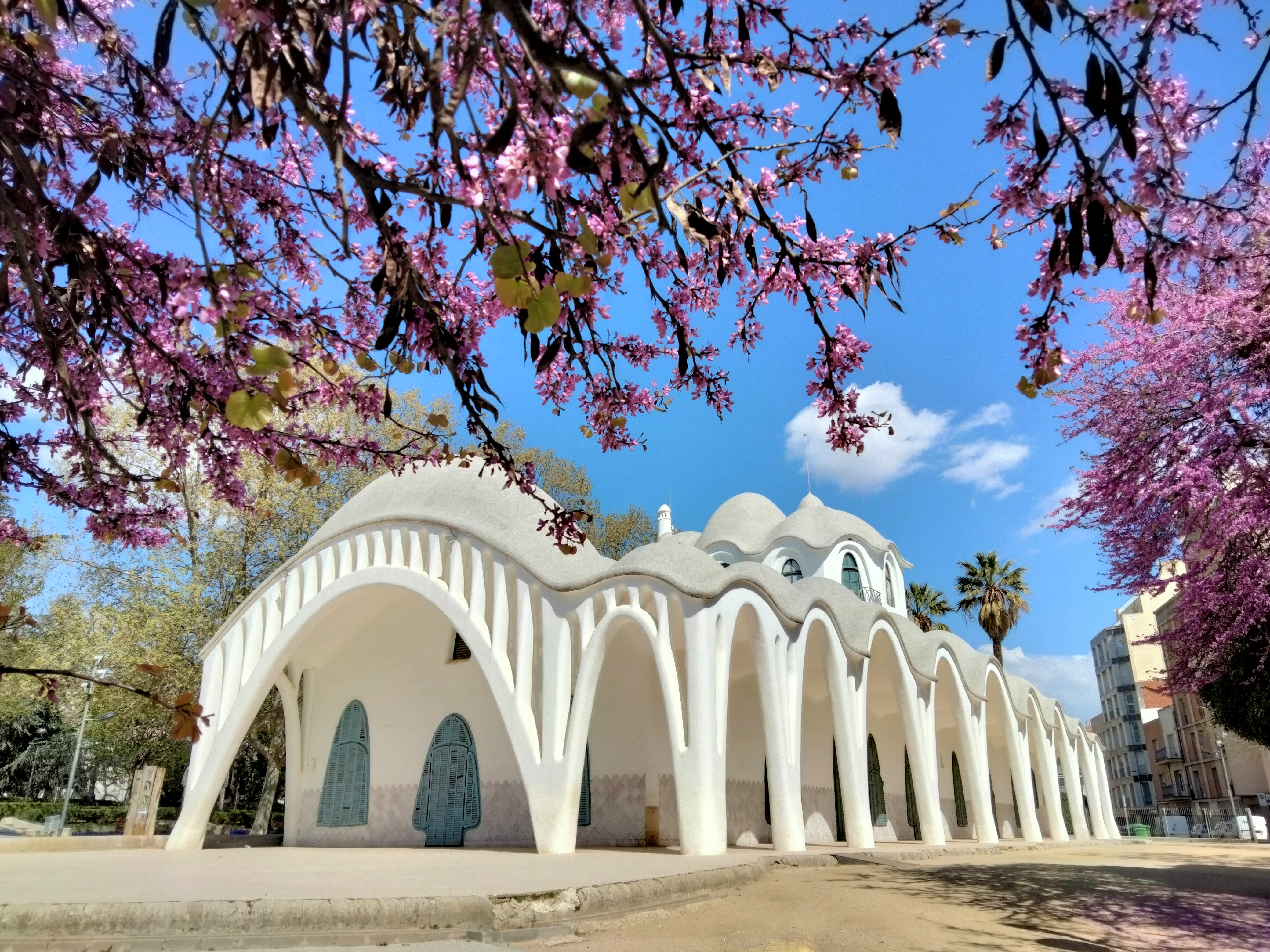
Part de darrere de la casa

Durant molts anys ha albergat el Conservatori Municipal de Música, que actualment ha estat traslladat a un edifici de nova construcció al Campus Universitari, al barri del Cementiri Vell. A hores d'ara acull les oficines del Síndic Municipal de Greuges i de l'Oficina de Turisme de l'Ajuntament, i també és la seu de la Xarxa de Turisme Industrial de Catalunya.
Des de l'any 2023 és Bé Cultural d'Interès Nacional, en la categoria de Monument Històric.

## Elements destacats
- La teulada sinuosa, amb una estructura de voltes de maó pla que conjugaven la tradició de la volta catalana amb la modernitat dels nous materials; el revestiment de morter té petits vidres incrustats que li donen l'aparença d'un gris brillant.
- Els arcs parabòlics inspirats en l'obra de Gaudí, que conformen les finestres del cos principal i les obertures dels porxos d'entrada i del costat sud i oest.
- L'arrambador ceràmic blanc del porxo, obra també de Muncunill, que ocupa la part inferior de les parets arrebossades i pintades de blanc.
- La rotonda del costat est, com a afegitó de dos nivells al cos de l'antiga fàbrica; els finestrals de la planta baixa són d'arc rebaixat, per permetre més entrada de llum, a diferència dels de tipus parabòlic de la resta d'obertures de la façana.
- La torre de l'angle nord-est, que sobresurt del cos inferior quadrat; té un cos octagonal de quatre nivells, l'últim dels quals voltat d'una balconada mirador.
- L'interior, molt reformat, però que encara conserva el mobiliari del menjador i del despatx, dissenyat per Joaquim Vancells.
- El jardí dissenyat per Rafael Benet i Vancells, un dels pintors destacats de l'època, és d'estil romàntic i, junt amb el de la casa Alegre de Sagrera, és el millor exemple dels jardins terrassencs de la primeria del segle xx. El seu estat de conservació, pel que fa a les característiques originals, no és el que correspondria a un jardí històric.

## Galeria d'imatges

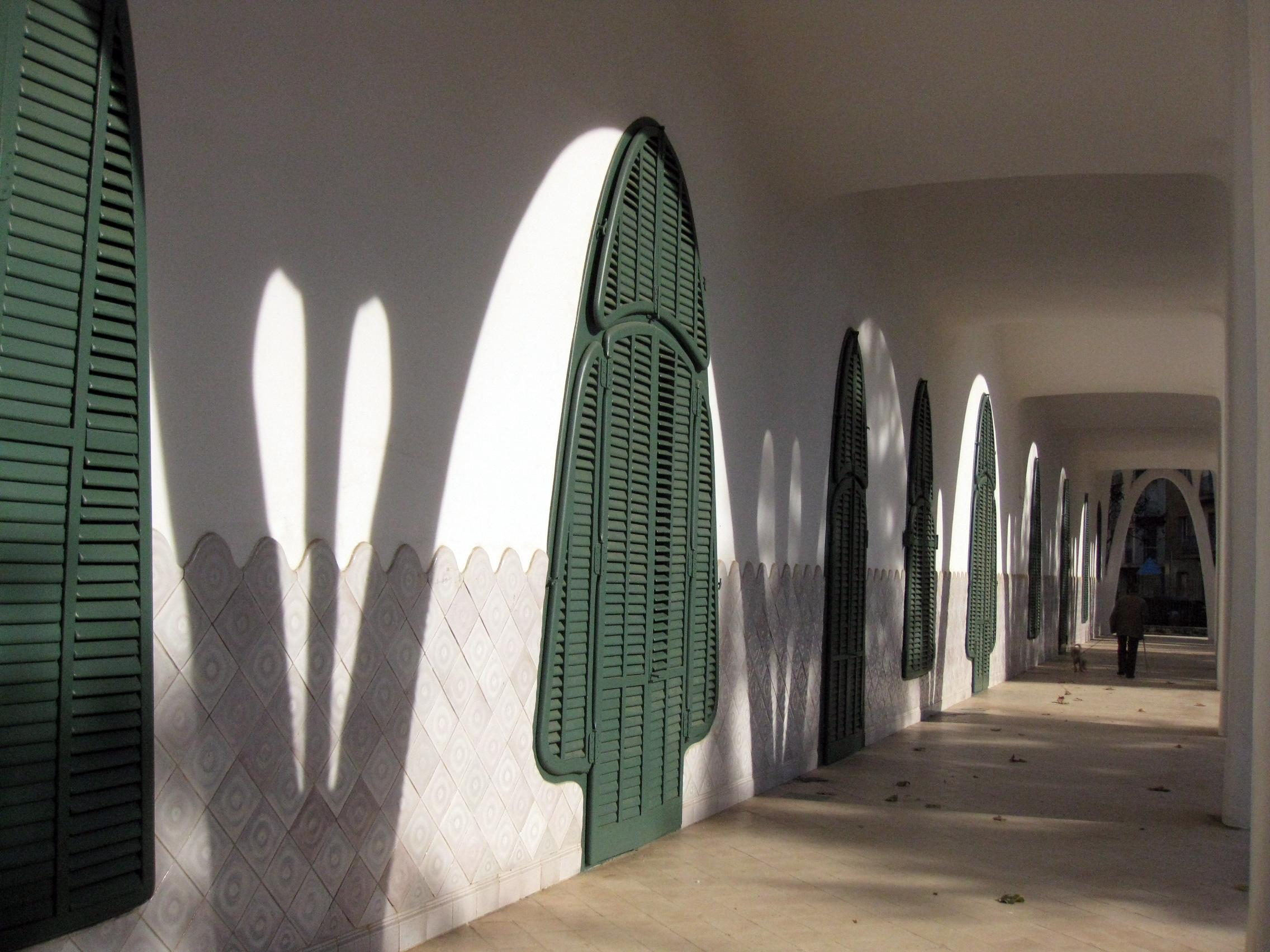
Detall del porxo, amb els arcs catenaris de portes i finestres i l'arrambador ceràmic
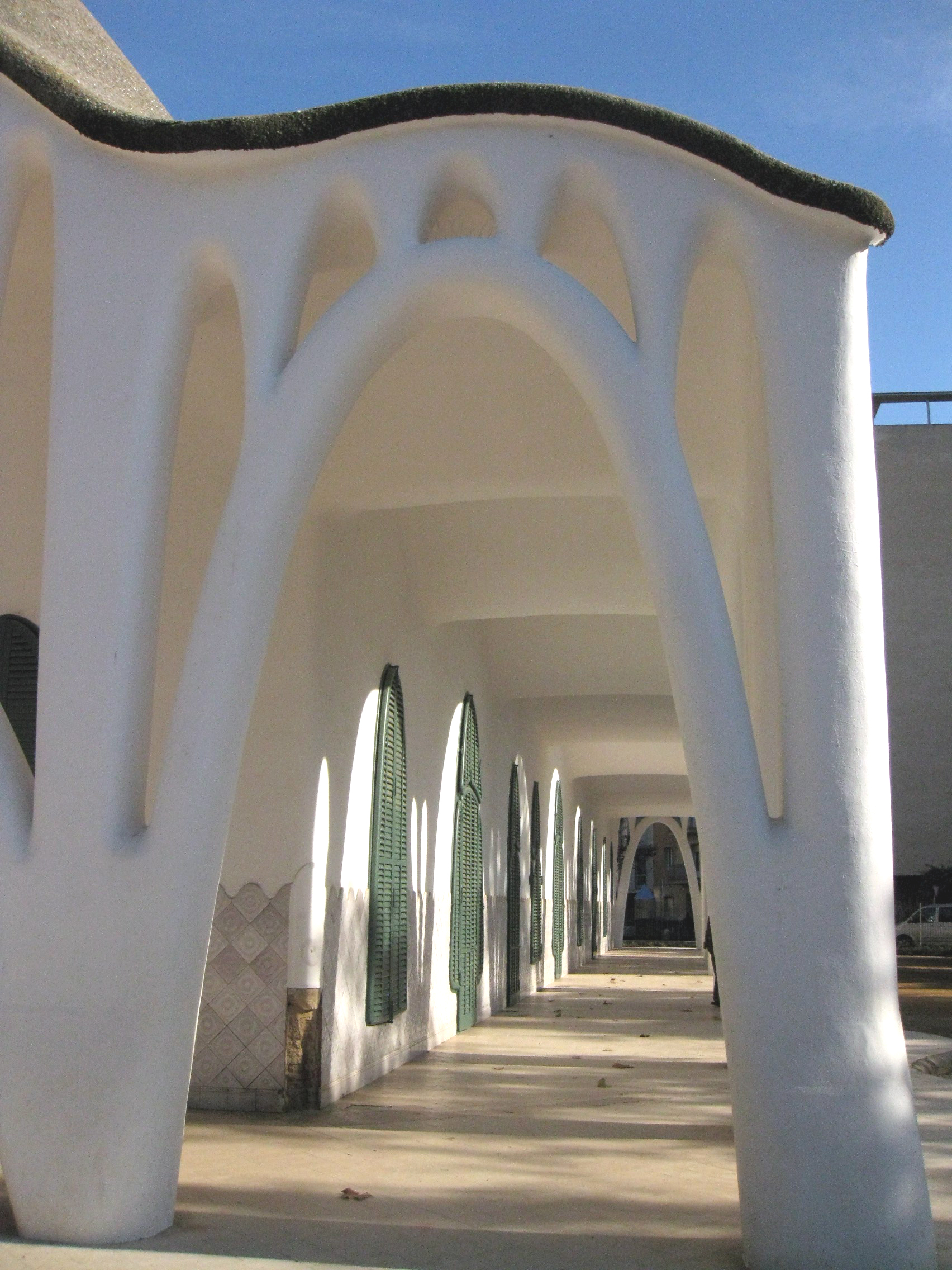
Porxo
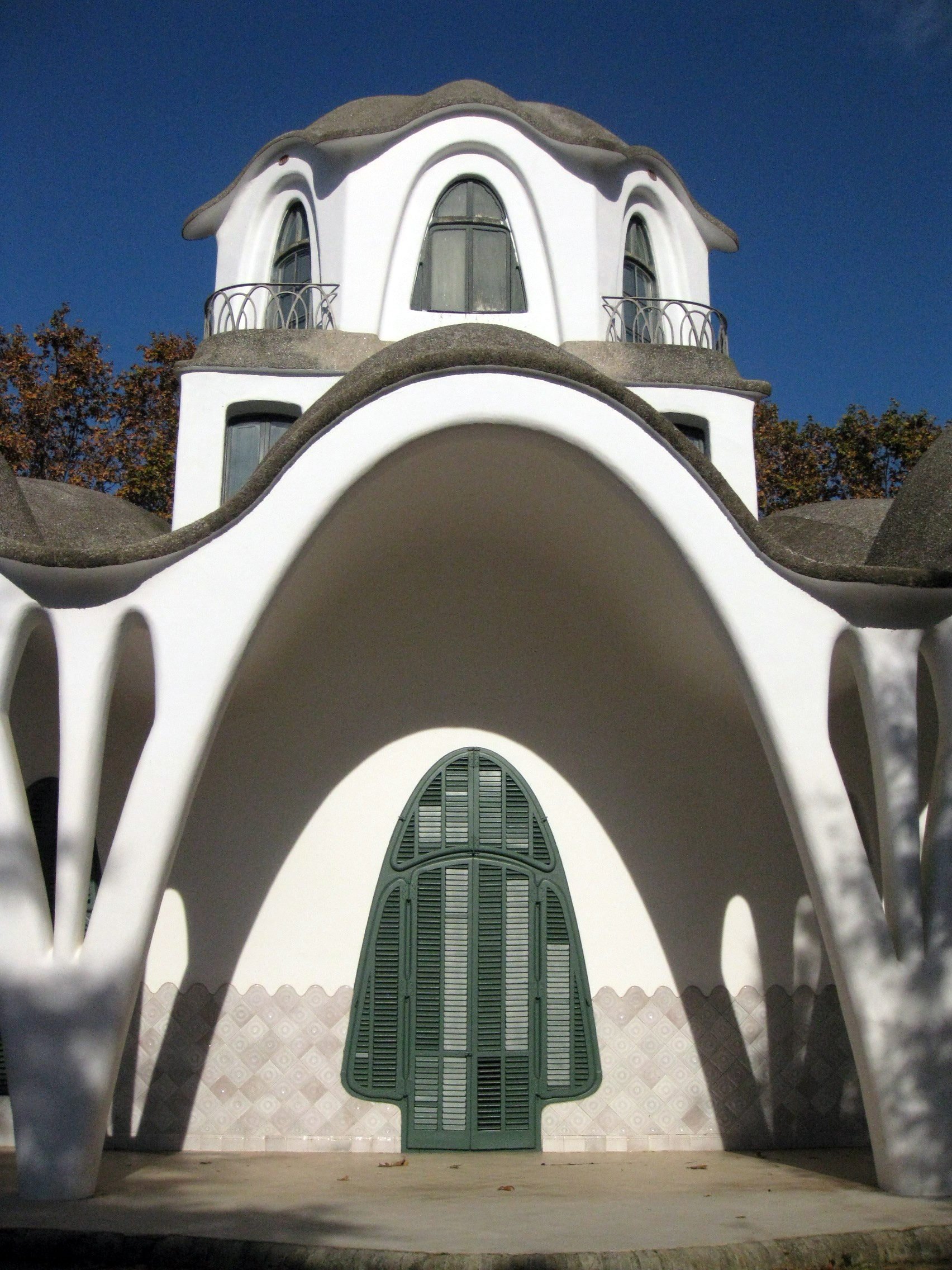
Porxo i cúpula
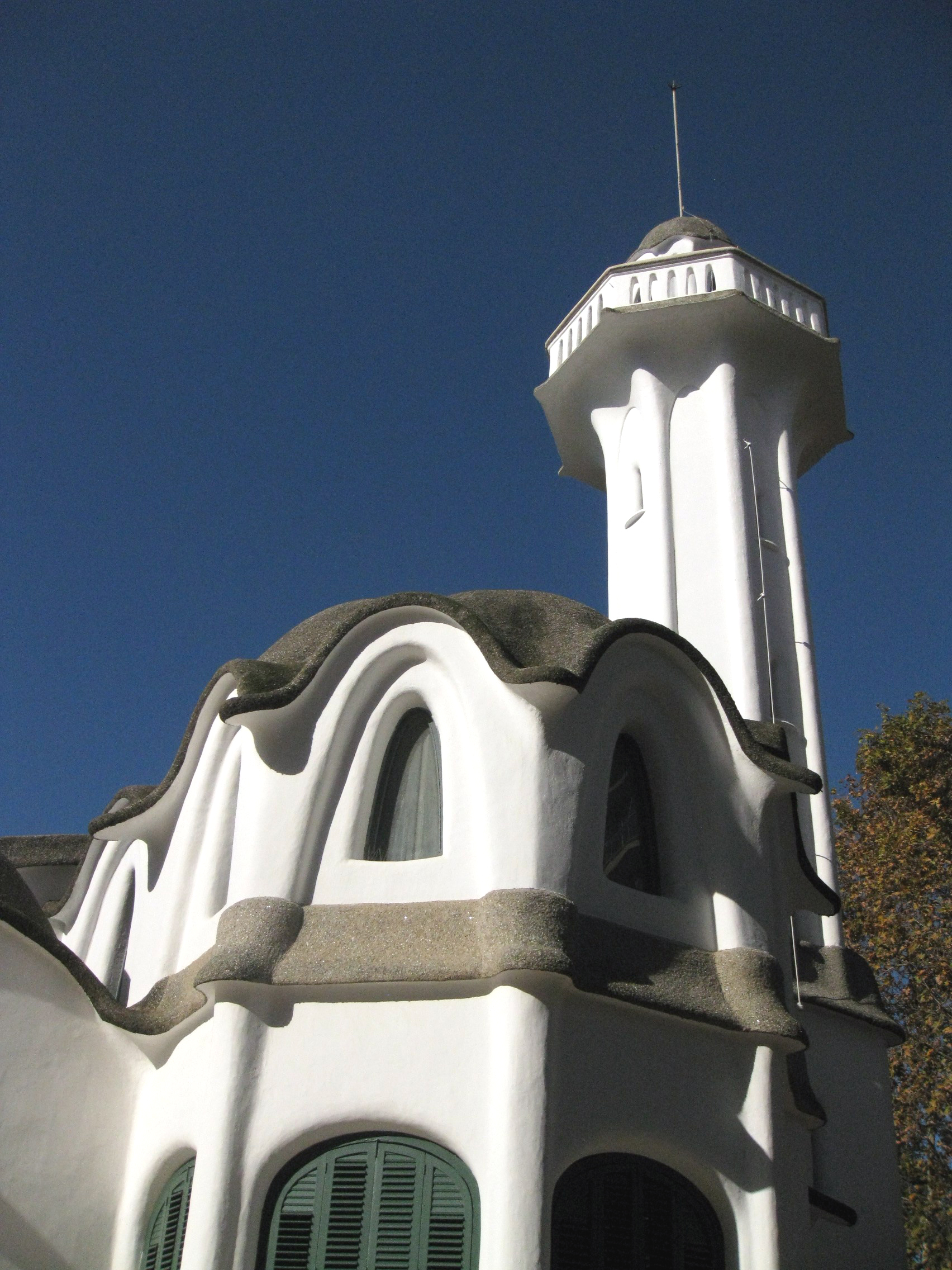
Rotonda i torre
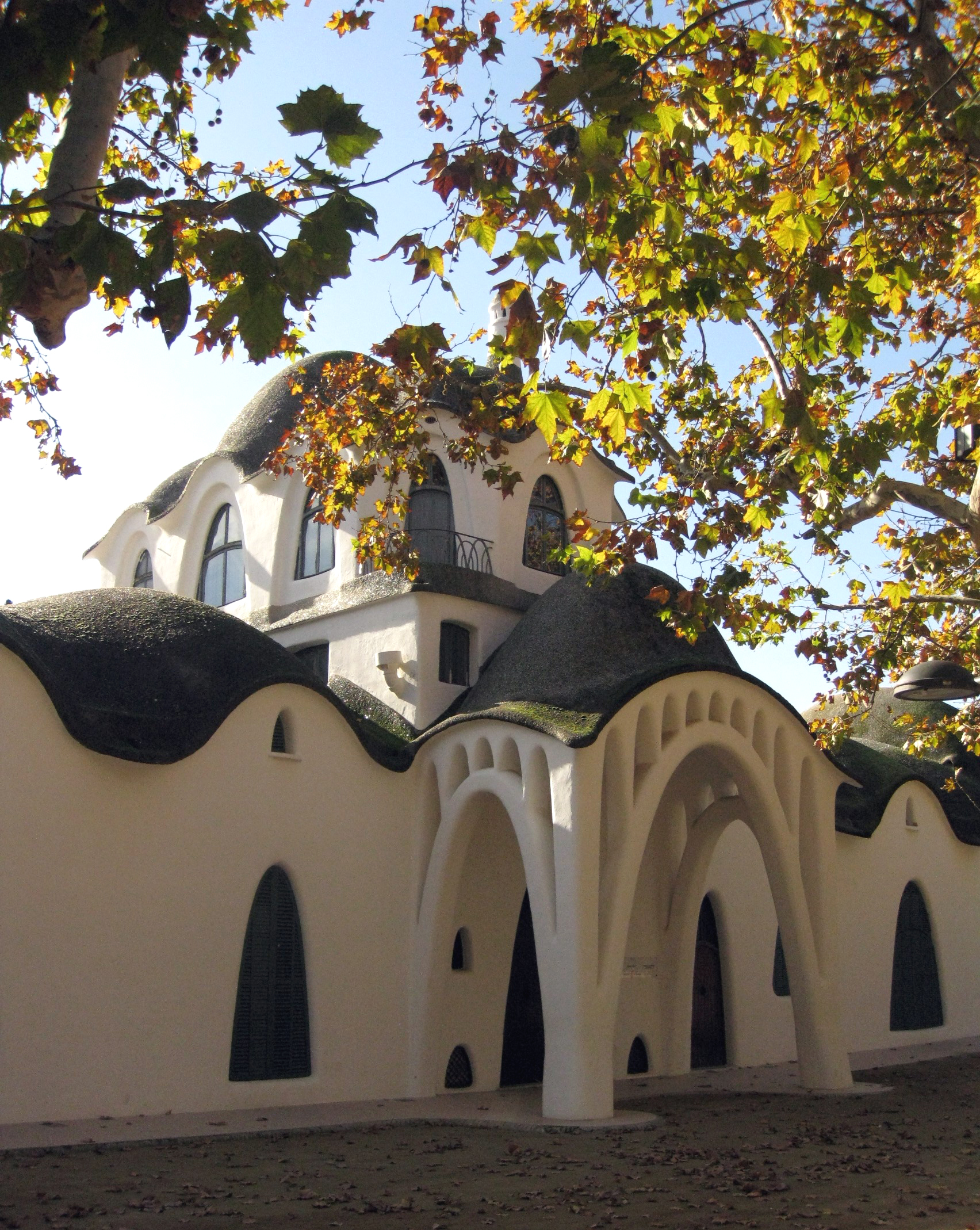
Petit porxo d'entrada
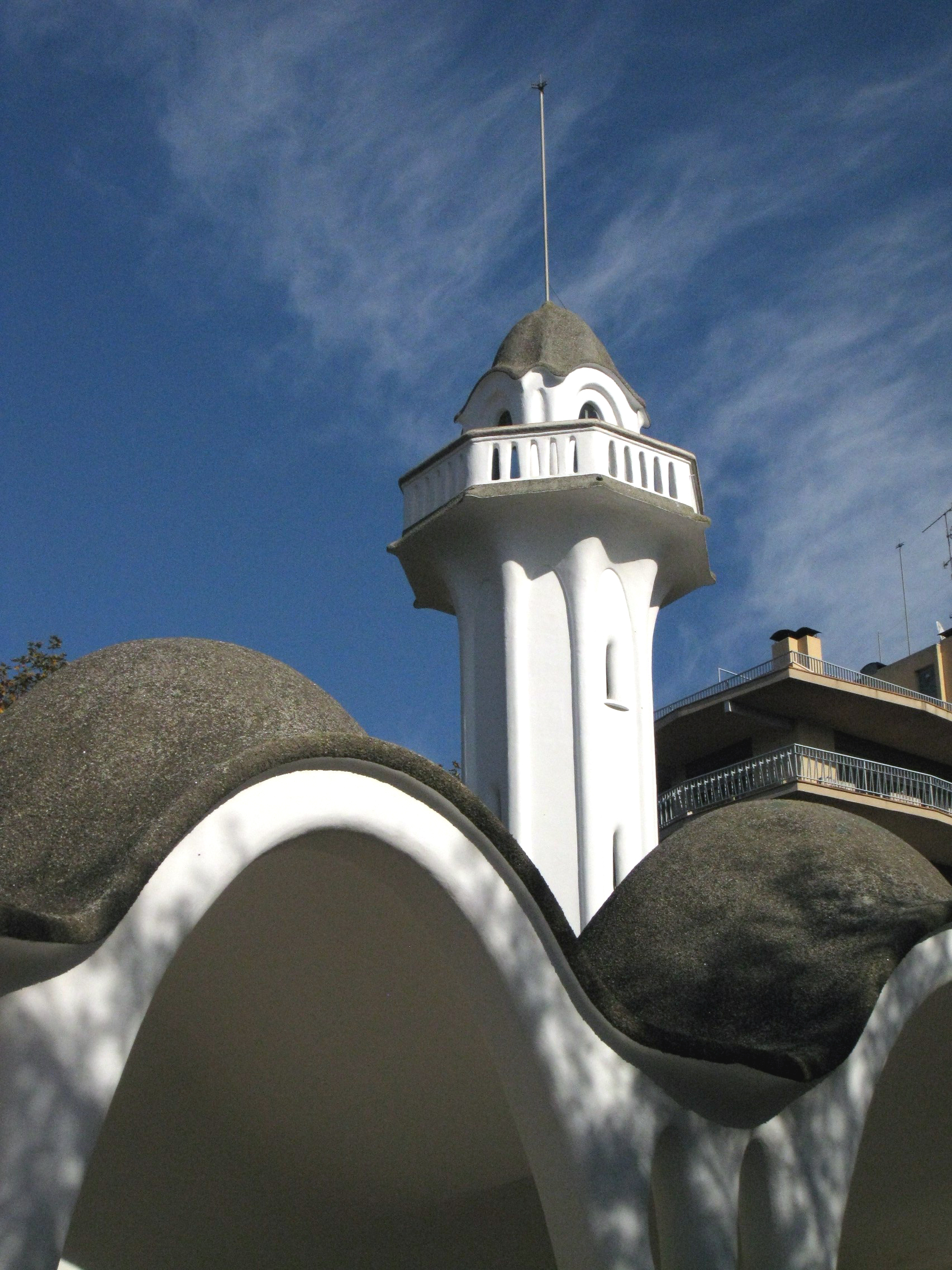
Detall de la teulada i la torre
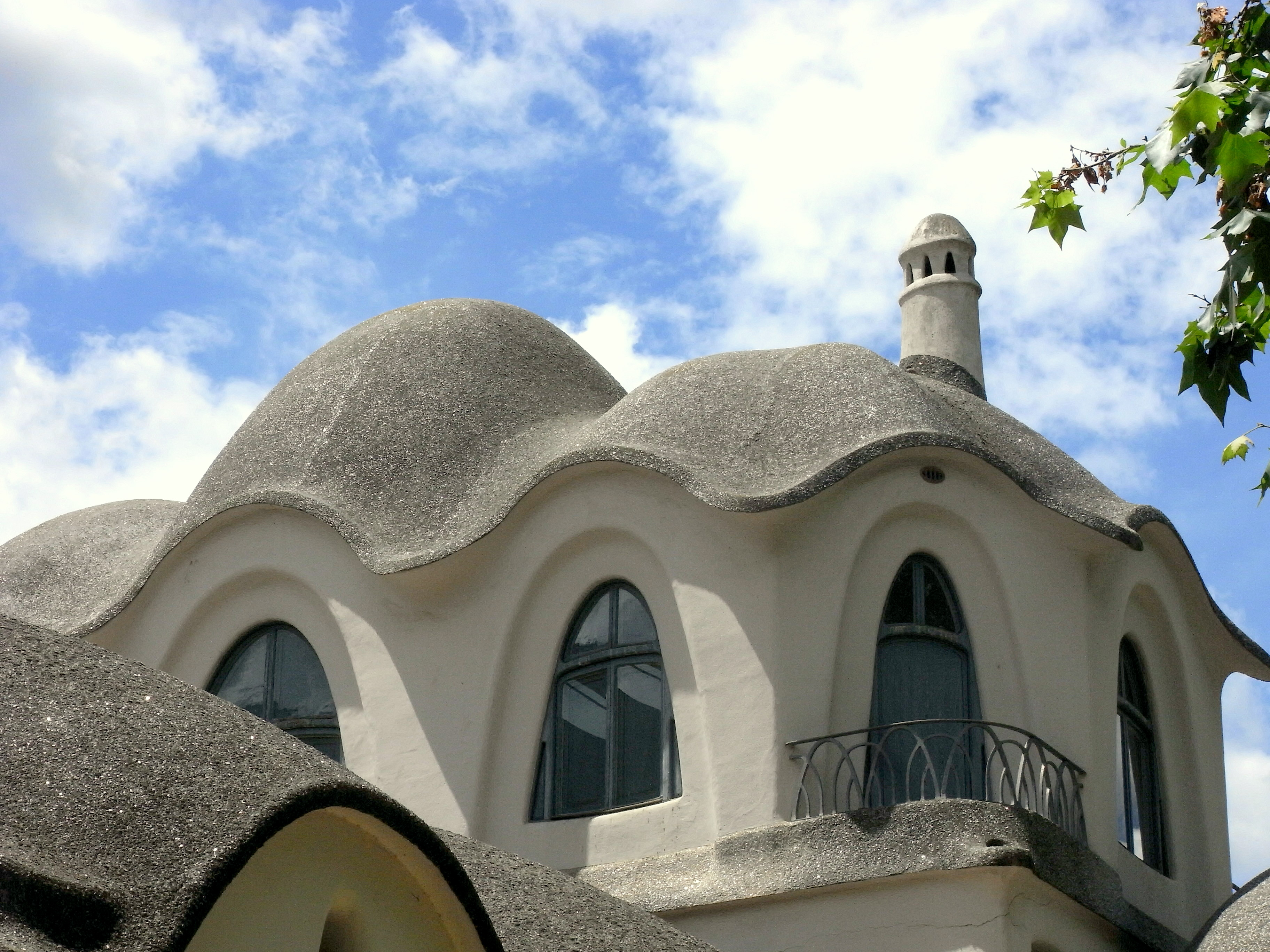
Teulada sinuosa
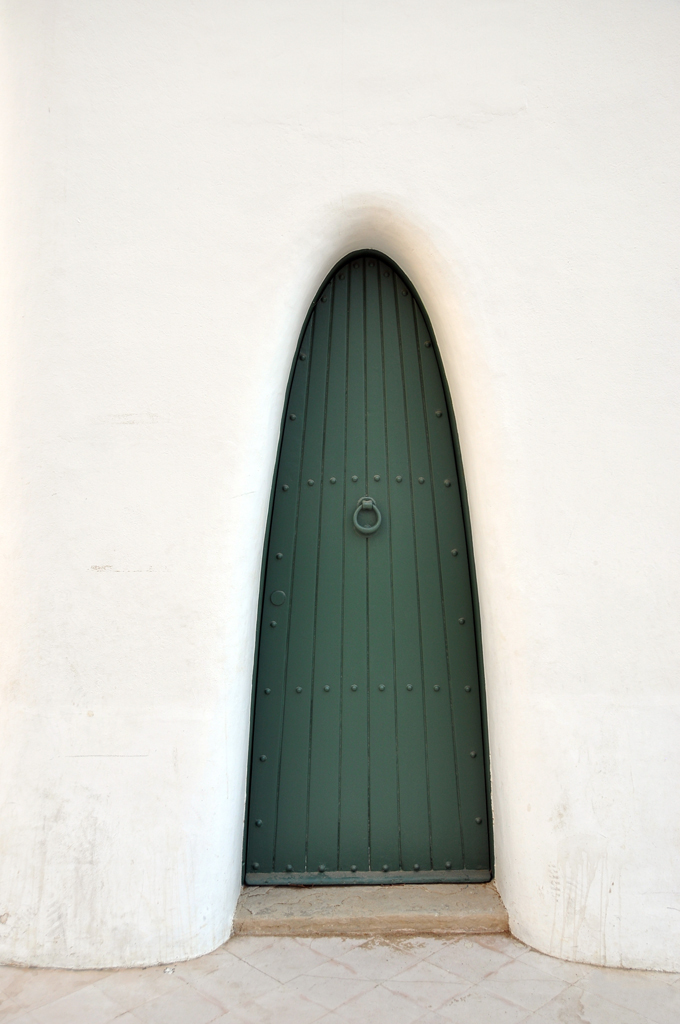
Portella d'arc catenari
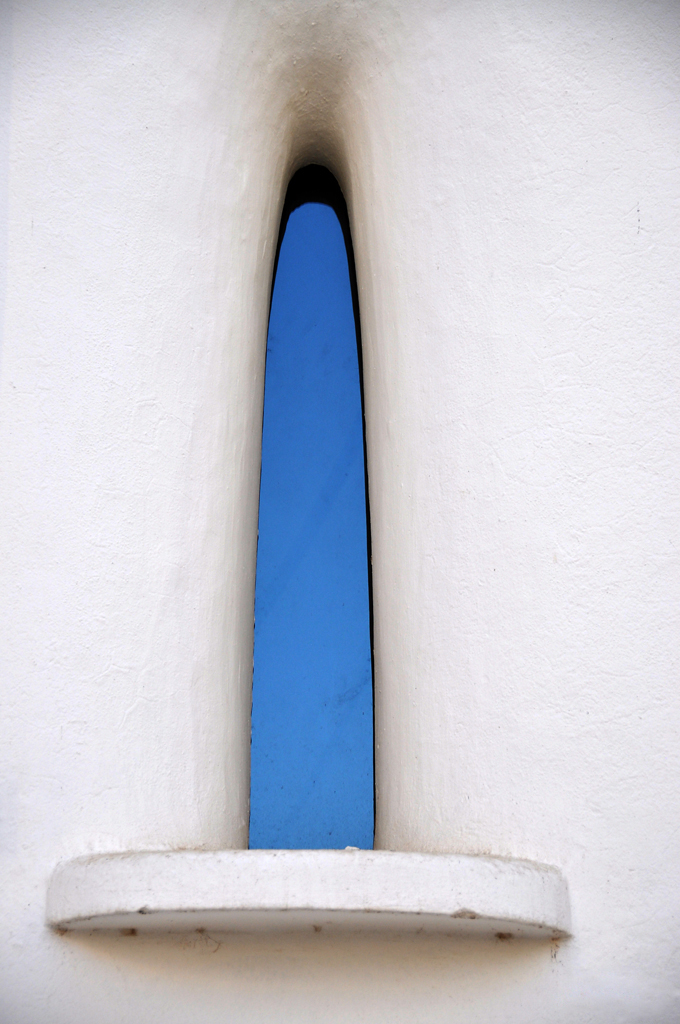
Finestra d'arc catenari
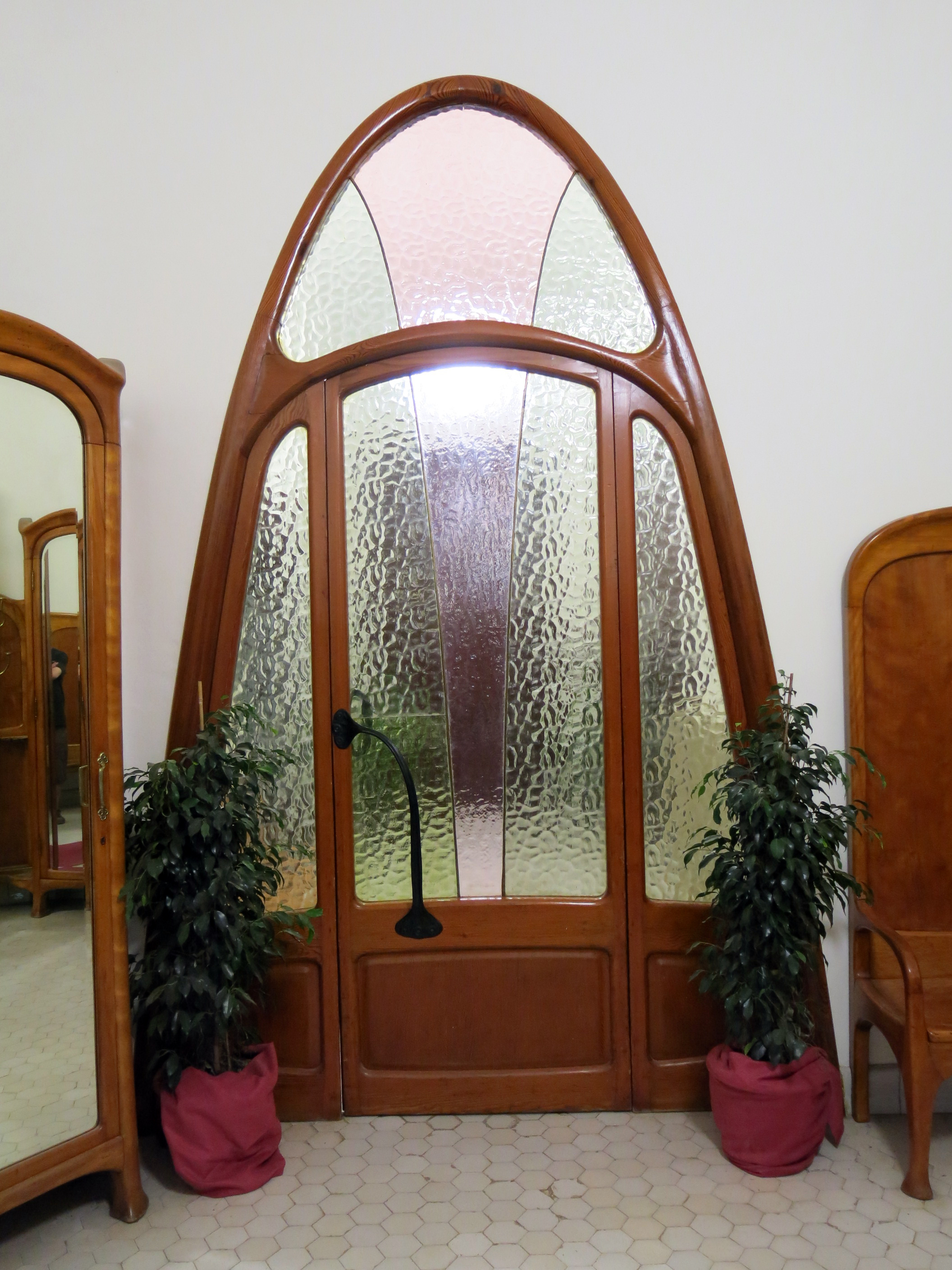
Interior, porta d'arc catenari
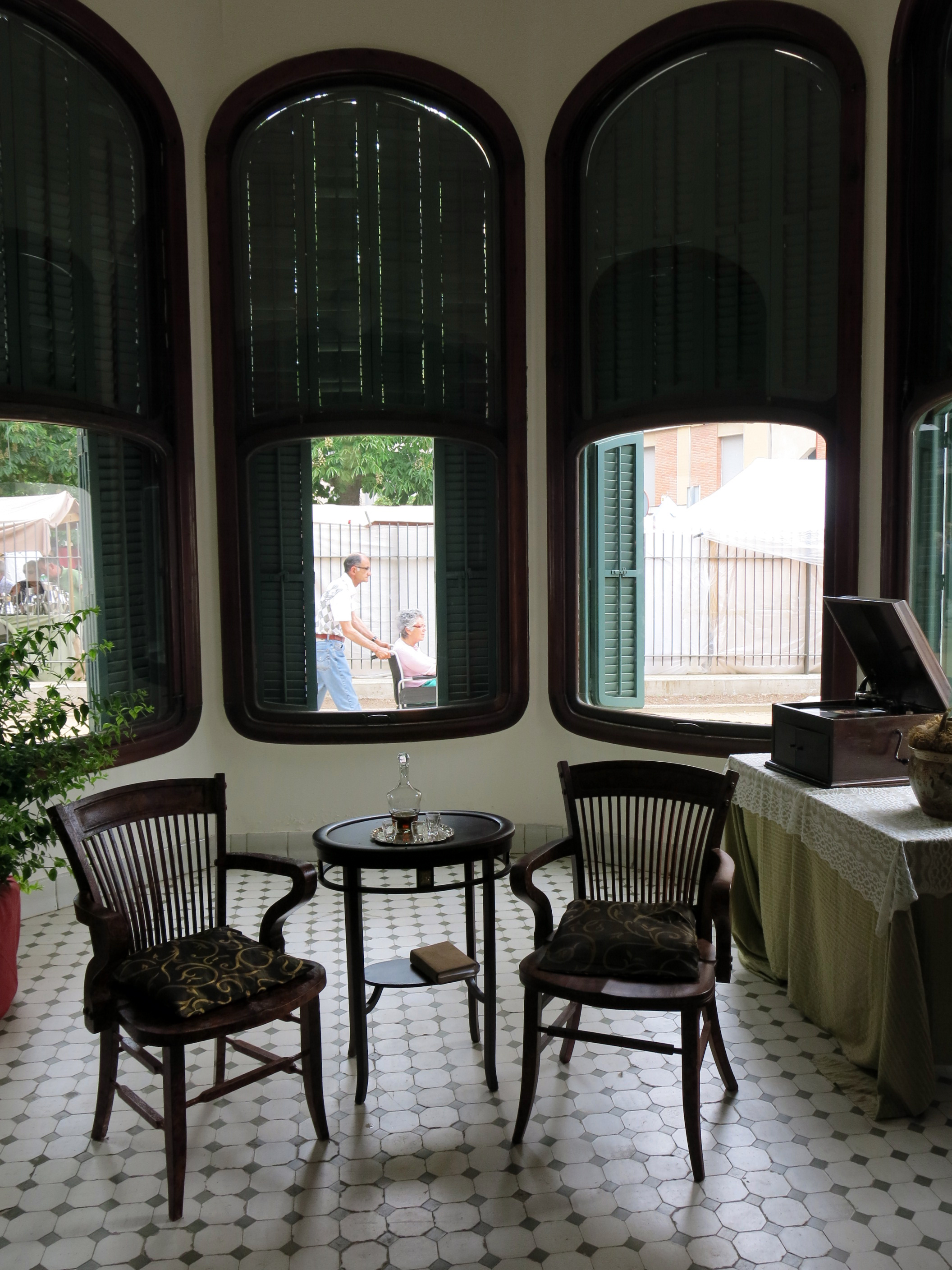
Interior de la rotonda, amb finestrals d'arc rebaixat
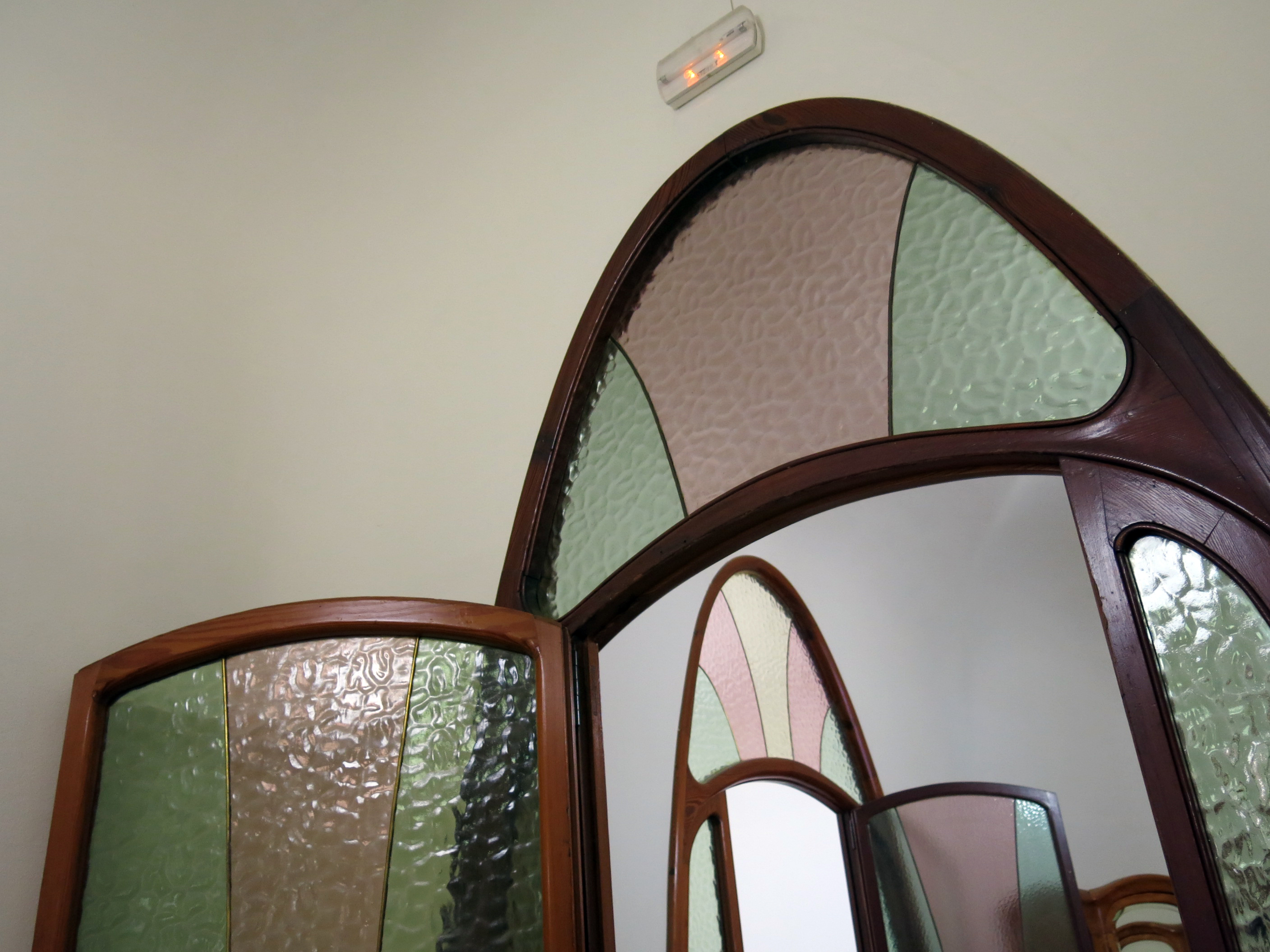
Interior, arcs catenaris